# Jason Bateman
Jason Kent Bateman (n. 14 ianuarie 1969) este un actor american de televiziune și film.
După ce a apărut în anii 1980 și 1990 în mai multe sitcom-uri, inclusiv It's Your Move și The Hogan Family, Bateman a devenit proeminent ca importanță la începutul anilor 2000 jucând rolul Michael Bluth în Arrested Development, pentru care a câștigat "TV Land Award", Globul de Aur și două premii Satellite. La Hollywood a apărut în mai multe filme inclusiv The Kingdom, Juno, Hancock, Up in the Air, Paul și Horrible Bosses.

## Biografie
Bateman s-a născut la Rye, New York.
Mama lui, Victoria Elizabeth, este fostă însoțitoare de zbor pentru Pan American Airways și tatăl său, Kent Bateman, este actor de film și televiziune, scriitor. Mama lui este din Marea Britanie, născută la Shrewsbury, Shropshire. Sora lui mai mare, Justine Bateman, este bine cunoscută pentru sitcom-ul Family Ties. De asemenea, Bateman are trei frați vitregi. Bateman avea numai patru ani când familia s-a mutat la Salt Lake City, și mai târziu în California.
Bateman și-a cariera în televiziune la filmul Little House on the Prairie în rolul James Cooper, un băiat orfan care, împreună cu sora lui, este adoptat de familia Ingalls. Din 1982-1984 a fost un personaj secundar în serialul de televiziune "Silver Spoons" ca prietenul "băiat rău" al lui Rick Schroder. A apărut în Knight Rider al treilea sezon episodul "Lost Knight" în 1984, și într-o serie de alte roluri mici de televiziune.
Jason și-a câștigat statutul de idol al tinerilor la mijlocul anilor 1980 pentru munca sa de televiziune, mai ales în The Hogan Family. A devenit cel mai tânăr Directors Guild of America când a regizat trei episoade din The Hogan Family la vârsta de 18 ani.
În 1994, a jucat alături de legendarii actori Katharine Hepburn și Anthony Quinn în filmul de televiziune This Can't Be Love. În 1999 a regizat un episod din Two of a Kind. În 2002, el a jucat fratele zburdalnic al lui Thomas Jane în filmul The Sweetest Thing.
În 2003, Bateman a fost distribuit în rolul lui Michael Bluth în serialul de comedie Arrested Development. Bateman a câștigat mai multe premii pentru serial, inclusiv Globul de Aur pentru cel mai bun actor într-un musical sau comedie. El a fost, de asemenea, nominalizat în 2005 pentru Premiul Emmy,  pentru Cel mai bun actor într-un serial de comedie.

## Filmografie

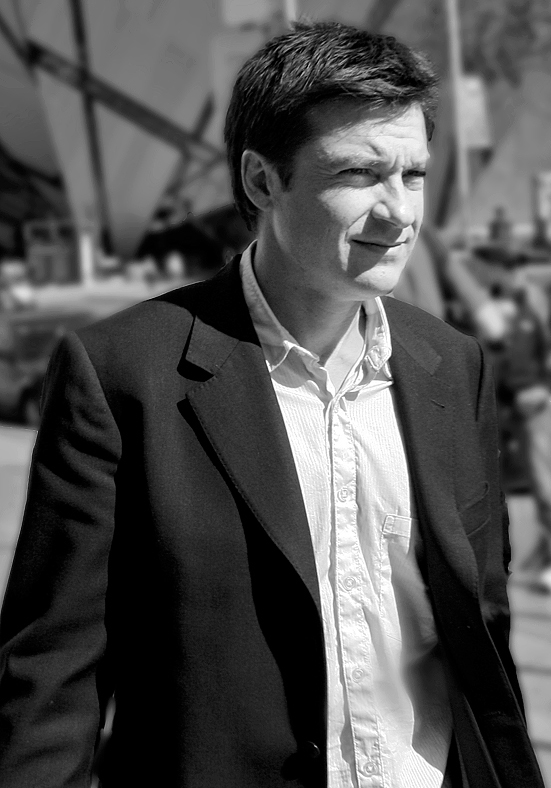
Bateman la Festivalul de Film de la Toronto International 2007

### Filme
| An   | Titlu                                 | Rol                          | Note          |
| ---- | ------------------------------------- | ---------------------------- | ------------- |
| 1986 | How Can I Tell If I'm Really In Love? | Rolul său                    | [ 10 ] [ 11 ] |
| 1987 | Teen Wolf Too                         | Todd Howard                  |               |
| 1988 | Moving Target                         | Toby Kellogg                 |               |
| 1991 | Necessary Roughness                   | Jarvis Edison                |               |
| 1992 | Breaking the Rules                    | Phil Stepler                 |               |
| 1999 | Love Stinks                           | Jesse Travis                 |               |
| 2001 | Sol Goode                             | Spider                       |               |
| 2002 | The Sweetest Thing                    | Roger Donahue                |               |
| 2004 | Starsky and Hutch                     | Kevin Jutsum                 |               |
| 2004 | Dodgeball: A True Underdog Story      | Pepper Brooks                |               |
| 2006 | The Break-Up                          | Mark Riggleman               |               |
| 2006 | Arthur and the Invisibles             | Darkos                       | Voce          |
| 2007 | The Ex                                | Chip Sanders                 |               |
| 2007 | Smokin' Aces                          | Rupert "Rip" Reed            |               |
| 2007 | The Kingdom                           | Adam Leavitt                 |               |
| 2007 | Juno                                  | Mark Loring                  |               |
| 2007 | Mr. Magorium's Wonder Emporium        | Henry Weston                 |               |
| 2008 | The Promotion                         | Retreat leader               |               |
| 2008 | Forgetting Sarah Marshall             | Animal Instincts detective   | Cameo         |
| 2008 | Hancock                               | Ray Embrey                   |               |
| 2008 | Tropic Thunder                        | Rolul său                    | Cameo         |
| 2009 | State of Play                         | Dominic Foy                  |               |
| 2009 | The Invention of Lying                | Doctor                       | Cameo         |
| 2009 | Up in the Air                         | Craig Gregory                |               |
| 2009 | Extract                               | Joel Reynolds                |               |
| 2009 | Couples Retreat                       | Jason Smith                  |               |
| 2010 | The Switch                            | Wally Mars                   |               |
| 2011 | Paul                                  | Agent Lorenzo Zoil           |               |
| 2011 | Horrible Bosses                       | Nick Hendricks               |               |
| 2011 | The Change-Up                         | Dave Lockwood / Mitch Planko |               |
| 2012 | Hit and Run                           | Officer Keith Yert           |               |
| 2012 | Mansome                               | Rolul său                    | Documentar    |
| 2012 | Disconnect                            | Rich Boyd                    |               |
| 2013 | Identity Thief                        | Sandy Patterson              |               |
| 2013 | Bad Words                             | Guy Trilby                   | Și regizor    |
| 2014 | Pump                                  | Narator                      |               |
| 2014 | The Longest Week                      | Conrad Valmont               |               |
| 2014 | This Is Where I Leave You             | Judd Altman                  |               |
| 2014 | Horrible Bosses 2                     | Nick Hendricks               |               |
| 2015 | A Lego Brickumentary                  | Narator                      | Voce          |
| 2015 | The Gift                              | Simon Callem                 |               |
| 2015 | The Family Fang                       | Baxter Fang                  | Și regizor    |
| 2016 | Zootopia                              | Nick Wilde                   | Voce          |
| 2016 | Central Intelligence                  | Trevor Olson                 | Cameo         |
| 2016 | Office Christmas Party                | Josh Parker                  |               |
| 2018 | Game Night                            | Max Davis                    | Și producător |

### Televiziune
| An                         | Titlu                          | Rol                  | Note                                           |
| -------------------------- | ------------------------------ | -------------------- | ---------------------------------------------- |
| 1981–1982                  | Little House on the Prairie    | James Cooper Ingalls | 21 episoade                                    |
| 1982–1984                  | Silver Spoons                  | Derek                | 21 episoade                                    |
| 1984                       | It's Your Move                 | Matthew Burton       | 18 episoade                                    |
| 1985                       | Robert Kennedy & His Times     | Joe Kennedy III      | 3 episoade                                     |
| 1986                       | Mr. Belvedere                  | Sean                 | Episod: "Rivals"                               |
| 1986                       | St. Elsewhere                  | Tim Moynihan         | Episod: "You Beta Your Life"                   |
| 1986                       | The Wonderful World of Disney  | Steve Tilby          | Episod: "The Thanksgiving Promise"             |
| 1986–1991                  | The Hogan Family               | David Hogan          | 110 episoade                                   |
| 1987                       | Bates Motel                    | Tony Scotti          | film de televiziune                            |
| 1988                       | Moving Target                  | Toby Kellogg         | film de televiziune                            |
| 1988                       | Our House                      | Brian Gill           | Episod: "The Fifth Beatle"                     |
| 1988                       | Crossing the Mob               | Philly               | film de televiziune                            |
| 1992                       | A Taste for Killing            | Blaine Stockard III  | film de televiziune                            |
| 1994                       | Confessions: Two Faces of Evil | Bill Motorshed       | film de televiziune                            |
| 1994                       | This Can't Be Love             | Grant                | film de televiziune                            |
| 1994                       | Black Sheep                    | Jonathan Kelley      | Pilot                                          |
| 1995                       | Burke's Law                    | Jason Ripley         | Episod: "Who Killed the Movie Mogul?"          |
| 1995                       | Hart to Hart                   | Stuart Morris        | Episod: "Secrets of the Hart"                  |
| 1995–1996                  | Simon                          | Carl Himple          | 21 episoade                                    |
| 1996                       | Ned & Stacey                   | Bobby Van Lowe       | Episode: "Pals"                                |
| 1997                       | Chicago Sons                   | Harry Kuichak        | 13 episoade                                    |
| 1997–1998                  | George and Leo                 | Ted Stoody           | 22 episoade                                    |
| 2000                       | Rude Awakening                 | Ryan                 | Episod: "Star 80 Proof"                        |
| 2001                       | Some of My Best Friends        | Warren Fairbanks     | 8 episoade                                     |
| 2002                       | The Jake Effect                | Jake Galvin          | 7 episoade                                     |
| 2003                       | The Twilight Zone              | Scott Crane          | Episod: "Burned"                               |
| 2003–2006, 2013, 2018–2019 | Arrested Development           | Michael Bluth        | 84 episoade                                    |
| 2005                       | The Simpsons                   | Rolul său            | Voce; Episod: "Home Away From Homer"           |
| 2005                       | King of the Hill               | Dr. Leslie           | Voce; Episod: "The Petriot Act"                |
| 2005                       | Justice League Unlimited       | Hermes               | Voce; Episod: "The Balance"                    |
| 2005                       | Saturday Night Live            | Rolul său            | Gazdă; Episod: "Jason Bateman/Kelly Clarkson"  |
| 2005                       | The Fairly OddParents          | Tommy                | Voce; Episod: "Oh, Brother!"                   |
| 2006                       | Scrubs                         | Mr. Sutton           | Episod: "My Big Bird"                          |
| 2009                       | Sit Down, Shut Up              | Larry Littlejunk     | Voce; 13 episoade                              |
| 2013                       | Yo Gabba Gabba!                | Bateman              | Episod: "Super Spies"                          |
| 2014                       | Growing Up Fisher              | Narator              | Voce; 12 episoade                              |
| 2015                       | The Muppets                    | Rolul său            | Episod: "Pig's in a Blackout"                  |
| 2017                       | Nobodies                       | Rolul său            | Episod: "Mr. First Lady"                       |
| 2017–prezent               | Ozark                          | Martin “Marty” Byrde | 20 episoade; și regizor și producător executiv |
| 2018–prezent               | Kidding                        | N/A                  | producător executiv                            |
| 2020                       | The Outsider                   | Terry Maitland       | Miniserie, și regizor                          |
| 2020                       | A Teacher                      | N/A                  | Miniserie, producător executiv                 |

### Jocuri video
| An   | Titlu               | Rol        | Note | Ref.   |
| ---- | ------------------- | ---------- | ---- | ------ |
| 2015 | Disney Infinity 3.0 | Nick Wilde | Voce | [ 12 ] |